# Lista de micologistas
Essa é uma lista de micologistas, ou cientistas com especialização em micologia.
| A - Hubertus Antonius van der Aa (1935-2017) — Aa - Erik Acharius (1757–1819) — Ach. - Michel Adanson (1727–1806) — Adans. - Adam Afzelius (1750–1837) — Afzel. - Carl Adolph Agardh (1785–1859) — C.Agardh - Jacob Georg Agardh (1813–1901) — J.Agardh - David Arora (1957–) B - Churchill Babington (1821–1889) — C.Bab. - Giuseppe Gabriel Balsamo-Crivelli (1800–1874) — Bals.-Criv. - Anton de Bary (1831–1888) - August Johann Georg Karl Batsch (1761–1802) - Gaspard Bauhin (1560–1624) - Johann Bauhin (1541–1613) - George Bentham (1800–1884) — Benth. - Miles Joseph Berkeley (1803–1889) — Berk. - Christine Marie Berkhout (1893–1932) — Berkh. - Howard E. Bigelow (1923–1987) — H.E. Bigelow - Carl Ludwig Blume (1789–1862) - James Bolton - Jean Louis Émile Boudier (1828–1920) - Giacomo Bresadola (1847–1929) - Bres. - Nathaniel Lord Britton (1859–1934) - Max Britzelmayr (1839-1909) - Britzelm. - Christopher Edmund Broome (1812–1886) - Robert Brown (1773–1858) — R.Br. - Arthur Henry Reginald Buller (1874–1944) - Jean Baptiste François Pierre Bulliard (1742–1793) — Bull. - Edwin John Butler (1874–1943) C - A. P. de Candolle (1778–1841) — DC. - George Washington Carver (1864–1943) - Ignacio Chapela - John Burton Cleland (1878–1971) - Mordecai Cubitt Cooke (1825–1914) - August Carl Joseph Corda (1809–1849) - E. J. H. Corner (1906–1996) - Carl Correns (1864–1933) - G. H. Cunningham (1892–1962) - William Curtis (1746–1799) D - René Louiche Desfontaines (1750–1833) — Desf. - Johann Jacob Dillenius (1687–1747) — Dill. - Joan Dingley - David Don (1799–1841) — D.Don - Barthélemy Charles Joseph Dumortier (1797–1878) — Dumort. - Michel Félix Dunal (1789–1856) E - Franklin Sumner Earle (1856–1929) - Christian Gottfried Ehrenberg (1795–1876) — Ehrenb. - Jakob Friedrich Ehrhart (1742–1795) — Ehrh. - Stephan Ladislaus Endlicher (1804–1849) — Endl. - George Engelmann (1809–1884) — Engelm. - Constantin von Ettingshausen (1826–1897) — Ettingsh. F - Victor Fayod (1860–1900) - Fayod - John Fincham (1926–2005) - David W. Fischer (1959–) - Georg Forster (1754–1794) — G.Forst. - Elias Magnus Fries (1794–1878) — Fr. - Bruce A. Fuhrer G - Joseph Gaertner (1732–1791) — Gaertn. - Richard V. Gaines - Charles Gaudichaud-Beaupré (1789–1854) — Gaudich. - Léon Gaston Genevier (1830–1880) — Genev. - Ewald Gerhardt - Ew. Gerhardt - Johann Friedrich Gmelin (1748–1804) — J.F.Gmel. - Samuel Frederick Gray (1766–1828) - Johan Ernst Gunnerus (1718–1773) - Gaston Guzman - Helen Gwynne-Vaughan (1879–1967) H - Emil Christian Hansen (1842–1909) - H. W. Harkness (1821–1901) - Theodor Holmskjold (1732-1794) - Holmsk. - Joseph Dalton Hooker (1817–1911) — Hook.f. - John W. Hotson I - Emil J. Imbach (1897–1970) J - Nikolaus Joseph von Jacquin (1727–1817) — Jacq. - Abraham Z. Joffe (1909–2000) K - Károly Kalchbrenner (1807-1886) - Kalchbr. - Gustav Karl Wilhelm Hermann Karsten (1817–1908) — H.Karst. - Petter Adolf Karsten (1834–1917) — P.Karst - Calvin Henry Kauffman (1869–1931) - Patrick J. Keeling - Bryce Kendrick (1933–) - Julius Vincenz von Krombholz (1782–1843) - Julius Gotthelf Kühn (1825-1910) - Robert Kühner (1903-1996) — Kühner - Paul Kummer (1834–1912) — P.Kumm. | L - Jakob Emanuel Lange — J.E.Lange - Charles de l'Écluse (1526–1609) — Clus. - Gustav Lindau (1866–1923) - John Lindley (1799–1865) — Lindl. - Johann Heinrich Friedrich Link (1767–1850) - Link - Carolus Linnaeus (1707–1778) — L. M - Charles McIlvaine (1840–1909) - René Charles Joseph Ernest Maire (1878–1949) - Maire - George Edward Massee (1850–1917) - John Macoun (1831–1920) - Carl Friedrich Philipp von Martius (1794–1868) — Mart. - Tom May - Konstantin Mereschkowski (1855–1921) — Mereschk. - Georg Friedrich Wilhelm Meyer (1782–1856) - André Michaux (1746–1802) — Michx. - Pierre Marie Arthur Morelet (1809–1892) - Ferdinand von Mueller (1825–1896) — F.Muell. - William Murrill (1869–1957) N - Karl Wilhelm von Nägeli (1817–1891) - Christian Gottfried Daniel Nees von Esenbeck (1776–1858) — Nees - Frank Newhook - Thomas Nuttall (1786–1859) — Nutt. O - Peter D. Orton (1916 - ) - P.D. Orton P - Charles Horton Peck (1833–1917) - Christian Hendrik Persoon (1761–1836) — Pers. - Eduard Friedrich Poeppig (1791–1868) — Poepp. - Illtyd Buller Pole-Evans (1879-1968) - Pole-Evans - Karel Presl (1794–1852) — C.Presl. - Nathanael Pringsheim (1823–1894) — Pringsh. - Frederick Traugott Pursh (1774–1820) Q - Lucien Quélet (1832–1899) R - Constantine Samuel Rafinesque (1783–1840) — Raf. - Jörg H. Raithelhuber - Raithelh. - John Ramsbottom (1885–1974) - Ludwig Reichenbach (1793–1879) — Rchb. - Henry Nicholas Ridley (1855–1956) — Ridl. - Henri Romagnesi (1912-1999) — Romagn. - Emil Rostrup (1831-1907) - Rostr. - Georg Eberhard Rumphius (1628–1702) — Rumph. S - Pier Andrea Saccardo (1845–1920) — Sacc. - Augustin Saint-Hilaire (1799–1853) — A.St.-Hil. - Jacob Christian Schäffer (1718–1790) — Schaeff. - Diederich Franz Leonhard von Schlechtendal (1794–1866) — Schltdl. - Franz Paula von Schrank (1747–1835) - Joseph Schröter (1837–1894) — J.Schröt. - Lewis David von Schweinitz (1780–1834) — Schwein. - Giovanni Antonio Scopoli (1723–1788) — Scop. - Louis Secretan (1758–1839) — Secr. - John Sibthorp (1758–1796) — Sibth. - Rolf Singer (1906–1994) - Alexander Hanchett Smith (1904-1986) — A.H.Sm. - James Edward Smith (1759–1828) — Sm. - James Sowerby (1757-1822) — Sowerby - Kurt Sprengel (1766–1833) — Spreng. - Elvin C. Stakman (1885–1979) - Paul Stamets (1955–) - Daniel E. Stuntz (1909–1983) T - Fidel Tapia - Harry D. Thiers (1919-2000) — Thiers - Carl Peter Thunberg (1743–1828) — Thunb. - Phillippe Édouard Léon van Tieghem (1839–1914) — Tiegh. - John Torrey (1796–1873) — Torr. - Joseph Pitton de Tournefort (1656–1708) — Tourn. - Edward Tuckerman (1817–1886) — Tuck. - Charles Tulasne (1816–1884) — C.Tul. - Louis René Tulasne (1815–1885) — Tul. V - Martin Vahl (1749–1804) - Sébastien Vaillant (1669–1722) — Vaill. - Rytas Vilgalys W - Göran Wahlenberg (1780–1851) — Wahlenb. - Elsie Maud Wakefield (1886–1972) - Nathaniel Wallich (1786–1854) — Wall. - Eugenius Warming (1841–1924) — Warm. - Roy Watling (1938–) - Christian Ehrenfried Weigel (1748–1831) - Friedrich Welwitsch (1806–1872) — Welw. - Carl Ludwig Willdenow (1765–1812) — Willd. - William Withering (1741–1799) — With. - Alec Wood - John Medley Wood (1827-1915) - J.M.Wood - Franz Xaver von Wulfen (1728–1805) Y - Anthony M. Young Z - Wanda Zabłocka (1900–1978) |